# Томан, Иштван
Иштван Томан (венг. Thomán István, нем. Stefan Thoman; 4 ноября 1862 года, Гуменне — 22 сентября 1940 года, Будапешт) — венгерский пианист и педагог.

## Биография
Изучал право в Вене и Будапеште, но в 1881 г. поступил в музыкальную академию, где учился у Эркеля и Роберта Фолькмана. Дважды выигрывал стипендию Листа и с 1883 года занимался в его классе. Сопровождал Ф.Листа в Веймаре, Риме и Байройте.
С 1888 г. — профессор Музыкальной академии имени Листа. Выйдя на пенсию в 1907 г., преподавал в частной музыкальной школе; давал мастер-классы. Его учениками были, в частности, Бела Барток, Эрнст фон Донаньи, Золтан Кодай, Фриц Райнер, Лео Вайнер, Дьёрдь Цифра, Иштван Ковач, Арнольд Секей, Этелька Фройнд и другие. Барток отдал дань благодарности Томану, опубликовав поздравительную статью к 40-летию его артистической деятельности.
Концертировал в Венгрии и за рубежом.
Автор песен, рапсодий, экспромтов. Составил сборник упражнений «Фортепианная техника» (венг. A zongorazas technikaja).
Похоронен в Будапеште на кладбище Керепеши.

### Семья
Отец — Давид Томан, мать — Роза Вайсбергер.